# Chenzhuang (köping i Kina, Shandong, lat 37,01, long 117,91)
Chenzhuang (kinesiska: 陈庄镇, 陈庄) är en köping i Kina. Den ligger i provinsen Shandong, i den östra delen av landet, omkring 91 kilometer nordost om provinshuvudstaden Jinan.
Genomsnittlig årsnederbörd är 818 millimeter. Den regnigaste månaden är juli, med i genomsnitt 300 mm nederbörd, och den torraste är januari, med 6 mm nederbörd.